# 1372
- Wikisource

| Calendário gregoriano                                                        | 1372 MCCCLXXII                                        |
| Ab urbe condita                                                              | 2125                                                  |
| Calendário arménio                                                           | 821 – 822                                             |
| Calendário bahá'í                                                            | -472 – -471                                           |
| Calendário budista                                                           | 1916                                                  |
| Calendário chinês                                                            | 4068 – 4069 Início a 5 de fevereiro (aproximadamente) |
| Calendário copta                                                             | 1088 – 1089                                           |
| Calendário etíope                                                            | 1364 – 1365                                           |
| Calendários hindus - Vikram Samvat - Calendário nacional indiano - Cáli Iuga | 1427 – 1428 1293 – 1294 4472 – 4473                   |
| Calendário Holoceno                                                          | 11372                                                 |
| Calendário islâmico                                                          | 773 – 774                                             |
| Calendário judaico                                                           | 5132 – 5133                                           |
| Calendário persa                                                             | 750 – 751                                             |
| Calendário rúnico                                                            | 1622                                                  |
| Calendário solar tailandês                                                   | 1915                                                  |

1372 (MCCCLXXII, na numeração romana) foi um ano bissexto do século XIV do Calendário Juliano, da Era de Cristo, e as suas letras dominicais foram D e C (53 semanas), teve  início a uma quinta-feira e terminou a uma sexta-feira.
| Ano completo                           |
| -------------------------------------- |
| Ano bissexto com início à quinta-feira |

## Eventos
- 5 de janeiro - O rei Fernando I de Portugal faz doação da Vila de Torres Vedras a Dona Leonor Teles de Meneses com quem vai casar a 15 de maio no Mosteiro de Leça do Bailio.

## Nascimentos
- 13 de Março - Luis de Valois, Duque de Orléans, filho do rei Carlos V de França.